# 國際地層委員會
國際地層委員會（International Commission on Stratigraphy），為一國際非政府組織（INGO），成立於1974年，負責監督及考慮地層及古世紀的史物及歷史真確性。
是國際地質科學聯盟(IUGS)最大的分支机构。ICS事實上是一個常設的委員會工作小組，雖然IUGS給它的規劃是四年一次大會，但它經常會以更密的頻次召開部分代表會議或者全體成員會議。

## 外部連結
- 官方网站